# Foxy Shazam
Foxy Shazam — американская рок-группа сформирована в 2004 году в Цинциннати, штат Огайо. В состав группы входят вокалист Эрик Налли, гитарист Лорен Тёрнер, пианист Скай Уайт, басист Дейзи Каплан, трубач и бэк-вокалиста Алекс Наут и барабанщика Аарон Маквея. Foxy Shazam выпустила свой дебютный альбом самостоятельно, прежде чем подписала контракт с Farret Music с которым они записали свой второй Introducing. В следующем году группа подписала контракт с первым мейджор-лейблом при участии продюсера Джона Фельдмана. Следующий альбом группа записала также с участием крупного лейбла в честь которого дала название альбому Sire Records. Четвёртый студийный альбом группы Church of Rock and Roll, был выпущен в январе 2012 года. Gonzo пятый альбом вышел 2 апреля 2014 года. В октябре 2014 года Foxy Shazam объявили, что распускают группу на неопределенный срок.

## История группы

### 2003—2004: Ход мыслей и формирование Foxy Shazam!
В 2003 году первоначальные участники Foxy Shazam назвали группу «Train of Thought». В то время они создавали намного более тяжелый звук для своего неофициально-независимого дебютного альбома, The Flamingo Trigger. Позже группа выпустила самоизданный мини-альбом состоящий из двух песен. В 2004 году они решили сменить название группы на Foxy Shazam!. 15 июня 2005 года группа выпустила свой официальный дебютный альбом под названием The Flamingo Trigger. В поддержку своего дебютного альбома группа гастролировала по всей стране с 2006 по 2007 год, где они представляли гораздо более агрессивное пост-хардкорное звучание, чем их более поздние материалы.

### 2008—2009: Подписание контракта с Ferret Music и Introducing
После дебютного тура группа объявила, что они подписали контракт со звукозаписывающей компанией Ferret Music. 22 января 2008 года они выпустили второй альбом под названием Introducing. В поддержку альбома был выпущен ведущий сингл «A Dangerous Man». В 2008 году они были названы одной из «100 групп, которые вам нужно знать» в Alternative Press, благодаря чему группа смогла отправиться в тур с таким группами как The Darkness, The Strokes, The Sounds, The Fall of Troy, Hole, Portugal. The Man, Tub Ring, The Dear Hunter, Tera Melos, Free Energy, Bad Rabbits, Panic! at the Disco и The Young Veins для своего второго альбома.

### 2010-настоящее время
В 2014 году группа выпустила пятый студийный альбом Gonzo.

## Стиль музыки и влияние
Большинство масс-медиа сравнивают группу с Queen и Meat Loaf из-за того что она использует сценические образы в текстах песен. Эндрю Уинни заявил: «Если бы у Ноэля Филдинга и Фредди Меркьюри был внебрачный ребенок, то это был бы вокалист Foxy Shazam Эрик Шон Нелли». Журнал Alternative Press сравнил группу с такими как Queen, My Chemical Romance и The Darkness, в то же время отметив, что у группы уникальный звук, который лучше всего услышать в живую.

## Название группы
Утверждалось, что название группы произошло от сленговой фразы, используемой одноклассниками школы вокалиста Эрика Шона Нелли. «Foxy Shazams» означало «крутая обувь» (к примеру, «Чёрт, это крутые ботинки!»). В радиоинтервью Rockline в марте 2012 года Нелли заявил, что это не так, сказав, что правда не так интересна, как реальная жизнь. Он лгал об этом 5 лет, и он просто застрял. Позже это было подтверждено Алексом Наутом и Аароном Маквейгом в интервью Norse Media в июле 2012 года.

## Состав группы
Нынешний состав
- Эрик Шон Нелли — вокал (2004 — по настоящее время)
- Лорен Даниель Тёрнер — гитара (2004 — по настоящее время)
- Шайлер Уайт (Sky White) — клавишные (2004 — по настоящее время)
- Дейзи Каплан — бас (2006 — по настоящее время)
- Алекс Наут — труба (2009 — по настоящее время)
- Аарон Маквей — ударные (2009 — по настоящее время)

Бывшие участники
- Джозеф Хальберштадт — барабаны (2006—2009)
- Джон Симс — барабаны (2004—2006)
- Скайлин Оленкамп — бас (2004—2006)
- Барон Уокер — бас
- Тедди Аткинс — барабаны

## Дискография

### Студийные альбомы
- The Flamingo Trigger (2005)
- Introducing Foxy Shazam (2008)
- Foxy Shazam (2010)
- The Church of Rock and Roll (2012)
- Gonzo (2014)
- Burn (2020)
- The Heart Behead You (2022)
- Dark Blue Night (2023)

### Синглы
- The French Passion of Animality Opera (2005)
- A Dangerous Man (2008)
- Wanna-Be Angel (2009)
- Unstoppable (2010)
- Oh Lord (2010)
- I Like It (2011)
- Holy Touch (2012)
- Welcome to the Church of Rock and Roll (2012)